# Jüdischer Friedhof (Bouzonville)

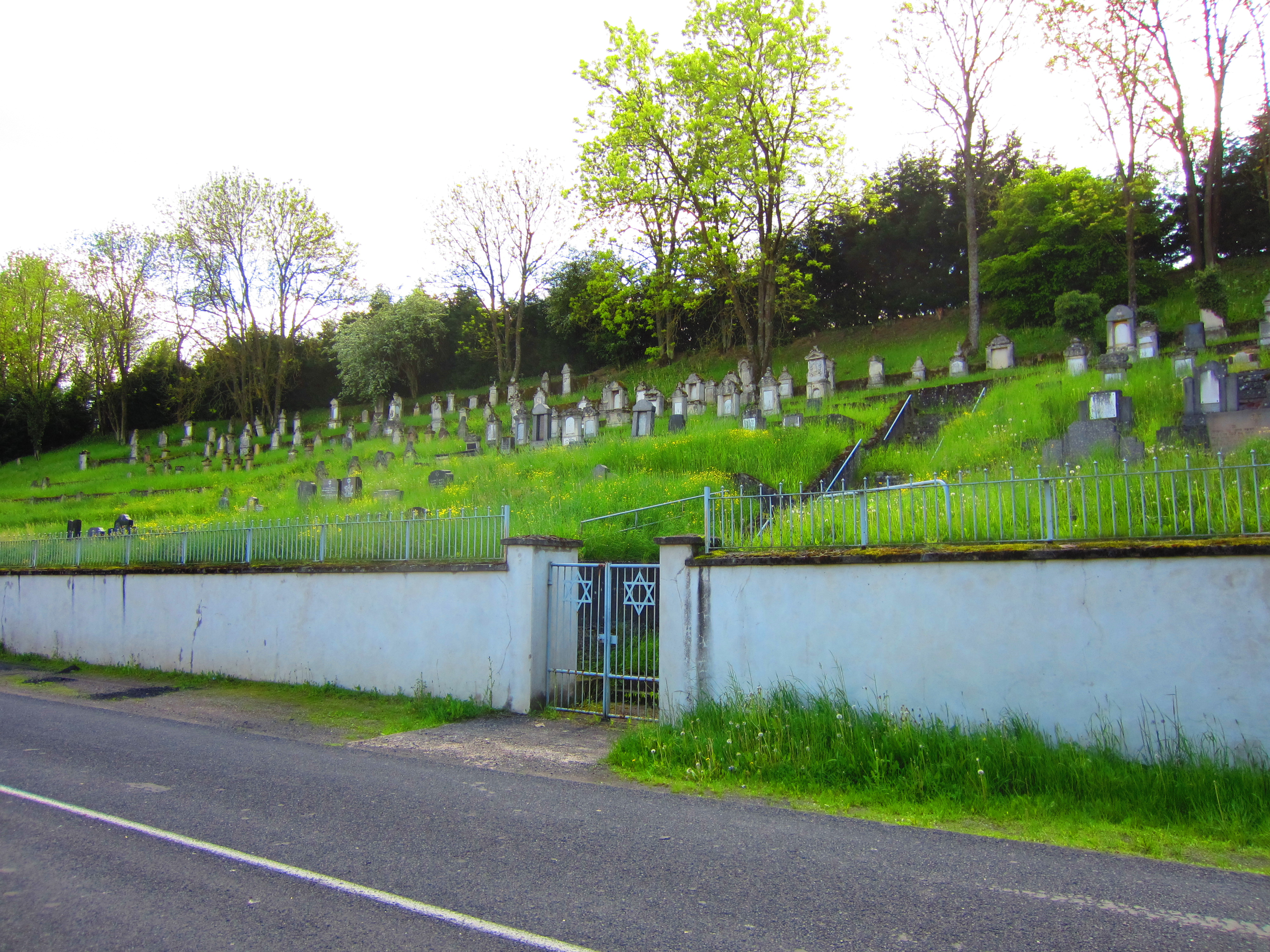
Jüdischer Friedhof in Bouzonville

Der Jüdische Friedhof in Bouzonville, einer französischen Gemeinde im Département Moselle in der historischen Region Lothringen, wurde 1726 angelegt. 
Der jüdische Friedhof befindet sich in der Rue d'Alzing. Auf dem Friedhof sind noch zahlreiche Grabsteine (Mazevot) erhalten.